# WebP
WebP (uttalas webbpee) är ett stillbildsformat som stödjer både destruktiv och förlustfri komprimering, och som utvecklas av Google. Formatet ger i snitt jämfört med JPEG 39 % mindre filstorlek, men behåller samma kvalitet. Transparens (alfakanal) stöds, liksom ICC-profil, animering och metadata (EXIF och XMP). WebP är därmed ett alternativ till JPEG, PNG och GIF.
Formatet använder sig av komprimeringsteknik som videokodeken VP8 i en behållare baserad på RIFF.